# Kju
Kju (japonsko 級, hepburn kyu) je japonska oznaka za dosežene stopnje znanja in izkušenj pri mnogih aktivnostih, npr. nekaterih japonskih borilnih veščinah, namiznih igrah kot Go in Šogi. Kju po navadi označuje nižje oz. začetniške stopnje.

## Pomen v japonskih borilnih veščinah
V japonskih borilnih veščinah pomeni kju učenca, ki se uči osnov veščine. Sistem dodeljevanja stopenj, njihovo število in povezava z barvnimi pasovi je od veščine do veščine, pa tudi znotraj stilov posamezne veščine, precej raznolika. Po navadi so nižje stopnje označevane z belimi pasovi, višje pa z različnim številom raznobarvnih pasov. Učenci napredujejo po stopnjah prek preizkusov znanja.
Nadgradnja stopnje kju je dan, ki pomeni mojstra.
V japonske borilne veščine je bil sistem kyu in dan stopenj prvič uveden šele konec 19. stoletja, in sicer v Judo.